# Antonio Cassarino
Pour l’article homonyme, voir Mathias Gallo Cassarino.
Antonio Cassarino, dans certaines sources Gasparino Casserino (né à Noto, vers 1379 et mort à Gênes en 1444), est un humaniste, orateur et philologue italien. Représentant important de l'humanisme sicilien, il est actif à Constantinople et dans la république de Gênes.

## Biographie
Pietro Ranzano étudie le latin à l'école de l'humaniste Antonio Cassarino, qui à l'époque est professeur de jeunes enfants (magister scholae parvulorum) à Palerme.